# 7624 Gluck
A 7624 Gluck (ideiglenes jelöléssel 1251 T-1) a Naprendszer kisbolygóövében található aszteroida. Cornelis Johannes van Houten,  Ingrid van Houten-Groeneveld és Tom Gehrels fedezte fel 1971. március 25-én.